# Закон Пирса
Закон Пи́рса — один из законов классической логики, аналог законов двойного отрицания и исключённого третьего. Назван в честь американского логика и философа Чарльза Пирса.
Закон Пирса формально выглядит так:
что означает: P должно быть истинно, если следование Q из P с необходимостью влечёт P. Закон Пирса является тавтологией классической логики, однако при этом как правило не выполняется в неклассических логиках, в частности в интуиционистской логике. При этом добавление закона Пирса к любой аксиоматике интуиционистской логики, превращает её в классическую. То же самое происходит при добавлении закона двойного отрицания или закона исключённого третьего. В этом смысле все три закона эквивалентны. Однако в общем случае, существуют логики, в которых все три закона неэквивалентны.